# Ringstorps vattentorn

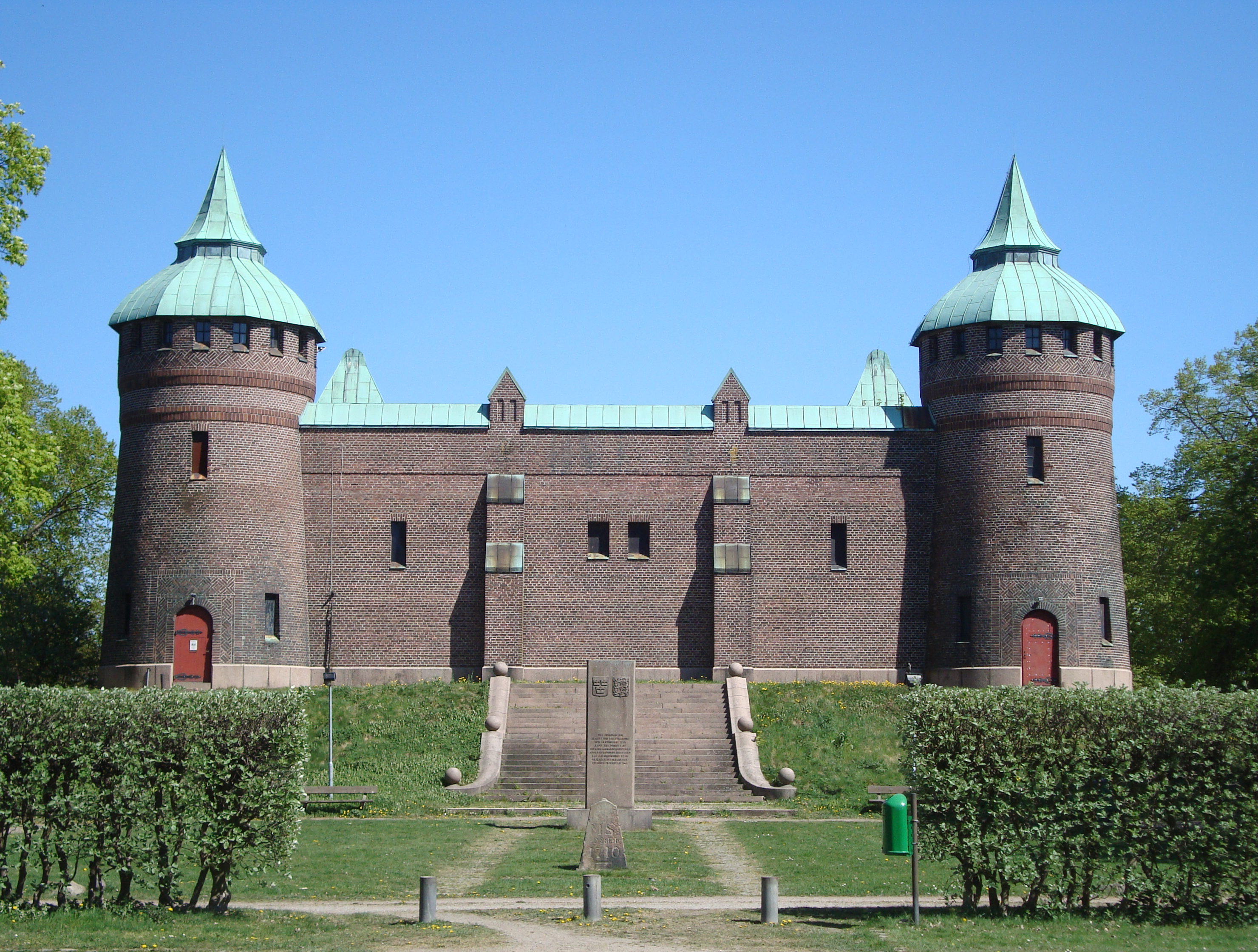
Ringstorps vattentorn.

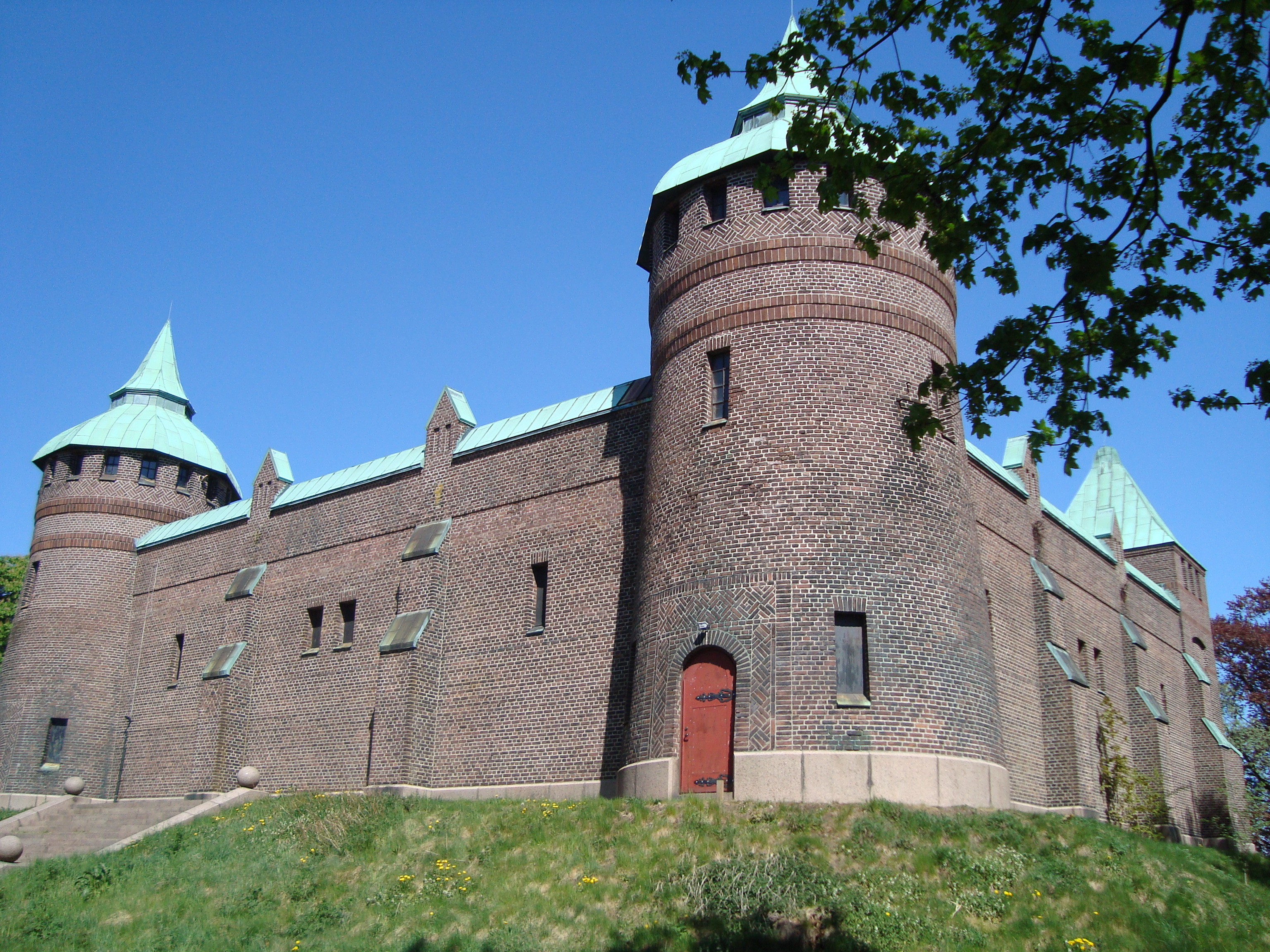
Ringstorps vattentorn.

Ringstorps vattentorn uppfördes 1904 på Ringstorpskullen i stadsdelen Ringstorp i Helsingborg. Byggnaden är utformad för att efterlikna en medeltida borganläggning och kallas därför i folkmun för "Borgen". Att utföra vattentorn och vattenreservoarer i historicerande stilar var en vanlig företeelse vid denna tid.

## Arkitektur
Vattentornet består av en fyrkantig borgliknande anläggning, belägen på en upphöjd borgkulle. Byggnaden vilar på en granitsockel och dess hörn markeras av fyra skytteloftsförsedda torn, alla med koppartak. Tornen består av två runda torn mot entrésidan och två fyrkantiga på baksidan. De runda tornens tak är renässansinspirerade, medan de bakre tornen har pyramidtak. I murarna mellan tornen har mindre gluggar skurits ut och väggarna bryts av av strävpelare, som även ger dem en rytm. Även murar och strävpelare kröns av kopparplåt. Anläggningen var ursprungligen tänkt att kläs i sandsten, men utfördes istället i helsingborgstegel med kryssförband. Innanför den historicerande fasaden doldes däremot en modern betongkassun.
En bred sandstenstrappa i två lopp leder upp till anläggningen. Framför trappan står två minnesstenar över slaget vid Helsingborg, som stod vid platsen år 1710. Den första, något mindre stenen restes vid 150-årsminnet av slaget 1860 och den andra, något högre vid 250-årsminnet 1960. Den senare är utformad av stadsarkitekt Arne Ljung.

## Historia
Byggnaden kom till då Helsingborgs existerande vattentorn, det så kallade Slottshagstornet (numera rivet) vid Bergaliden, inte klarade av att försörja den nya bebyggelsen i stadens högre belägna östra delar. Man valde därför att uppföra ännu ett vattentorn i staden och valde Ringstorpskullen, en postglacial bildning, vars platå markant höjer sig över det omgivande landskapet. Man utlyste en tävling om projektet, vilket vanns av stockholmsarkitekten Ernst Stenhammar. Dennes förslag bestod av en borgliknande anläggning som omslöt den innanförliggande vattenreservoaren. Byggnaden började uppföras 1904 av byggmästare A. J. Wilson och stod klar 1905. Den färdiga byggnaden skiljde sig något från tävlingsförslaget i det att vattensprutande lejon ovanför tillfartstrappan aldrig utfördes. Efter att vattentornet tagits i bruk framkom dock klagomål på att vattentrycket var för dåligt och anledningen var att byggnaden var för låg. Brandväsendet beklagade sig över att vattentrycket i slangarna var för lågt, vilket utgjorde problem vid brandsläckning. Vattentornet utnyttjades trots detta fram till 1962, då det ersattes av Fredriksdals vattentorn, Sveriges andra svampformade vattentorn. Från 1997 använder ett företag byggnaden som äventyrsplats för företag, med Fångarna på fortet-liknande spel, som till exempel används inom teambuilding.
Vid utbyggnaden av Ringstorps sommarstad 1942 användes den borgliknande anläggningen som utgångspunkt för planarbetet. Fantasiborgen utgör mittpunkten för den halvcirkelformade planen för koloniområdet. Två axlar strålar ut i form av gångar från byggnadens hörn, vilka skapar siktlinjer fram till byggnaden.